# Nakahi Facula
La Nakahi Facula è una struttura geologica della superficie di Mercurio.